# Бертье, Леопольд
Виктор Леопольд Бертье (22 мая 1770 года, Версаль — 13 марта 1807 года, Париж) — французский военачальник, дивизионный генерал (1805), брат маршала Луи Александра Бертье.

## Биография
Из дворянской семьи. В 1781 году поступил на военную службу в роту Стражи Дверей королевской гвардии, а в 1785 году перевёлся подпоручиком в полк де Ла Фер.
Поддержал революцию. В 1793 году служил под командованием генерала Келлерманна, будущего маршала, и был награждён почётной саблей — единственной республиканской военной наградой. Затем последовательно служил под началом генералов Ламарка, Кюстина и Массены. Сражался против русских войск Суворова в битве на Треббии и был произведён в бригадные генералы на поле боя (несмотря на то, что само сражение французы проиграли).
В 1801 году Наполеон поручил Леопольду Бертье реорганизацию потрёпанных частей, вернувшихся из Египта. В 1803 году он был начальником штаба Мортье в Голландии. Затем ему была поручено руководство военной экспедицией для защиты французской Луизианы, но в итоге Наполеон счёл, что будет проще продать её Соединённым Штатам, и задуманная экспедиция не состоялась.
В 1805 году Леопольд Бертье стал начальником штаба пехотного корпуса маршала Бернадота и в этом качестве участвовал в сражениях в Австрии, Пруссии и Польше. На этой должности он проявил себя и как штабной офицер, и как дипломат. Леопольд Бертье отличился при Аустерлице, при Галле и при взятии Любека. За эти заслуги он стал командором ордена Почётного легиона и кавалером баварского ордена Льва.
Заразившись лихорадкой в одном из походов, Бертье покинул армию, и вернулся для лечения в Париж, где вскоре скончался (13 марта 1807 года). Он был похоронен на кладбище Пер-Лашез (11-й дивизион; могила сохранилась).